# Bob Carrington
Robert Frederick Carrington, detto Bob (Brookline, 3 luglio 1953), è un ex cestista statunitense, professionista nella NBA.

## Carriera
Venne selezionato dagli Atlanta Hawks al secondo giro del Draft NBA 1976 (28ª scelta assoluta).

## Palmarès
- Campione WBA (1979)
- All-WBA Third Team (1979)